# Каталитичен преобразувател
Каталитичният преобразувател (наричан жаргонно катализатор) е устройство за контрол на емисиите на отработените газове, което преработва отровните газове и замърсители в изгорелите газове от двигател с вътрешно горене, превръщайки ги в по-малко отровни замърсители чрез катализиране на окислително-редукционните реакции. Каталитичните преобразуватели намират широко приложение при двигателите с вътрешно горене, работещи на бензин или дизел.
Първото широко разпространение каталитичните преобразуватели виждат на американския автомобилен пазар. За да отговарят на регулациите на Американската агенция за опазване на околната среда относно емисиите на отработените газове, повечето бензинови коли след 1975 г. се налага да бъдат оборудвани с каталитични преобразуватели. Двупосочните катализатори комбинират кислород с въглероден оксид (CO) и неизгорели въглеводороди (CₙHₙ), произвеждайки въглероден диоксид (CO2) и вода (H2O). През 1981 г. двупосочните катализатори са изместени от трипътните катализатори, които редуцират и азотните оксиди (NOx). Поради разположението им извън превозното средство и употребата им на ценни метали (платина, паладий, родий и злато), каталитичните преобразуватели представляват честа мишена на крадци.
Въпреки че каталитичните преобразуватели най-често се използват при автомобилните ауспуси, те намират приложение и при електрическите генератори, мотокарите, минното оборудване, локомотивите и другаде. В някои случаи се използват и при печки на дърва за контрол на емисиите, когато правителствените регулации го изискват.

## История
Прототипи на каталитични преобразуватели се проектират във Франция към края на 19 век, когато по пътищата се движат само няколко хиляди автомобила. По това време преобразувателят е съставен от инертен материал, покрит с платина, иридий и паладий, запечатан в двоен метален цилиндър.
Няколко десетилетия по-късно каталитичния преобразувател е патентован от френския инженер Йожен Одри. Когато излизат резултатите от първите изследвания на смога в Лос Анджелис, Одри осъзнава ролята на изгорелите газове от комините и автомобилите в замърсяването на въздуха и основава компанията Oxy-Catalyst. Той първоначално разработва катализатори за комини, а по-късно и за мотокари, които използват нискокачествен безоловен бензин. Към средата на 1950-те години той започва работа по създаването на катализатори за бензинови автомобилни двигатели.
Широкото приемане на каталитичните преобразуватели настъпва, когато по-строгите регулации за контрол на емисиите задължават премахването на добавката тетраетилолово (против биене на двигателя) от повечето видове бензин. Оловото е каталитична отрова и възпрепятства работата на каталитичния преобразувател като образува покритие върху повърхността му.
Каталитичните преобразуватели са допълнително развити от редица други инженери, които създават първият практичен каталитичен преобразувател през в началото на 1970-те години. По същото време е разработена и каталитична горивна камера за газова турбина, която позволява възпламеняване без образуване на значителни количества азотни оксиди и въглероден оксид.

## Видове

### Двупосочни
Двупосочният каталитичен преобразувател изпълнява едновременно две задачи:
1. Окислява въглеродния оксид до въглероден диоксид: 2 CO + O2 → 2 CO2
2. Окислява въглеводородите (неизгорялото или частично изгорялото гориво) до въглероден диоксид и вода: CxH2x+2 + [(3x+1)/2] O2 → x CO2 + (x+1) H2O
Този вид каталитичен преобразувател се използва широко при дизеловите двигатели за намаляване на емисиите въглеводороди и въглероден оксид. До 1981 г. се използва и при бензиновите двигатели в Северна Америка. Поради неспособността му да контролира азотните оксиди, двупосочният катализатор е изместен от трипътния катализатор.

### Трипътни
Трипътният каталитичен преобразувател има допълнителното предимство да контролира емисиите на азотен оксид (NO) и азотен диоксид (NO2), които водят до киселинен дъжд и смог.
След 1981 г. трипътните (окислително-редукционни) каталитични преобразуватели се използват в системите за контрол на емисиите от превозни средства в Северна Америка. Много други държави също приемат подобни строги регулации, които изискват наличието на трипътни катализатори в бензиновите моторни превозни средства. Редукционните и окислителните катализатори обикновено се помещават в една и съща кутия, но в някои случаи могат да бъдат разделени. Трипътният катализатор изпълнява три едновременни задачи:
1. Редукция на азотни оксиди до азот:
- 2 CO + 2 NO → 2 CO2 + N2
- въглеводород + NO → CO2 + H2O + N2
- 2 H2 + 2 NO → 2 H2O + N2

2. Окисление на въглероден оксид до въглероден диоксид:
- 2 CO + O2 → 2 CO2

3. Окисление на неизгорелите въглеводороди до въглероден диоксид и вода:
- въглеводород + O2 → H2O + CO2

Тези три реакции се извършват най-ефективно, когато каталитичният преобразувател получава отработени газове от двигател, работещ малко над стехиометричната точка. За бензиново възпламеняване, това съотношение е между 14,6 и 14,8 части въздух на една част гориво. Съотношението на пропан-бутана, природния газ и етанола може да се различава значително. По принцип двигателите с трипътен каталитичен преобразувател са снабдени с компютърна система за обратна връзка с впръскване на гориво, използваща сензори за кислород. Преобразувателната ефикасност спада драстично, когато двигателят работи извън областта на стехиометричната точка. Когато кислородът в ауспуха е прекалено много, редукцията на азотни оксиди се извършва трудно. Когато горивото е прекалено много, то консумира всичкия кислород, преди да е достигнал катализатора, тоест единствено кислорода в самия катализатор е наличен за използване.
Трипътните каталитични преобразувател могат да съхраняват кислород от ауспуха, обикновено, когато съотношението въздух към гориво намалее. Когато кислородът в ауспуха намалее, съхраняваният кислород се изпуска и се използва.

### Дизелови двигатели
При дизеловите двигатели един от най-често използваните каталитични преобразуватели е дизеловият окислителен катализатор (на английски: Diesel Oxidation Catalyst, DOC). Той съдържа паладий, платина и алуминиев оксид, които катализират окислението на въглеводородите и въглеродния оксид с кислород, образувайки въглероден диоксид и вода:
2 CO + O2 → 2 CO2
CxH2x+2 + [(3x+1)/2] O2 → x CO2 + (x+1) H2O
Този тип катализатор е ефективен само на 90%, премахвайки дизеловата миризма и намалявайки видимите частици (сажди). Той не е ефективен за намаляване на емисиите азотни оксиди. Тези емисии могат да се филтрират с помощта на рециркулация на отработените газове.
Дизеловите двигатели отработват газове, които съдържат относително високи нива на фини прахови частици, които се състоят в голямата си част от елементарен въглерод, с който DOC катализаторите не могат да се справят, затова се налага частиците да се отстраняват с филтър за твърди частици (DPF).